# کونور دویل
کونور دویل (انگلیسی: Conor Doyle؛ زادهٔ ۱۳ اکتبر ۱۹۹۱) یک بازیکن فوتبال اهل ایالات متحده آمریکا است.